# Federico García Moliner
Federico García Moliner (Borriana, País Valencià, 1930) és un físic i professor universitari valencià.

## Biografia
Va nàixer el 4 de març de 1930 a la població valenciana de Borriana (Plana Baixa). Va estudiar batxillerat a l'Institut Francisco Ribalta de Castelló de la Plana, per llicenciar-se posteriorment en Ciències Físiques per la Universitat Complutense de Madrid i doctorar-se el 1958 per la Universitat de Cambridge i el 1960 per la Complutense.
Va iniciar la seva carrera professional al Consell Superior d'Investigacions Científiques (CSIC), per trasllardar-se ràpidament a la universitat nord-americana d'Illinois, on va ser professor durant tres anys. Al seu retorn al CSIC va continuar els seus treballs en física de l'estat sòlid, camp en el qual va ocupar un important paper desenvolupant una escola espanyola d'investigació que aviat va arribar nivell internacional, estudiant la propietat de la matèria sòlida a partir dels seus àtoms.
Convençut de la importància de la tasca docent, va participar com a professor convidat als programes d'escoles de postgrau, especialment a Itàlia i Escandinàvia, en les quals es van formar generacions de joves científics europeus que van constituir la base per al posterior desenvolupament de la ciència a Europa, i per la seva tasca d'ajuda als científics dels països en vies de desenvolupament també a Iberoamèrica.
Vinculat a les Conferències Pugwash de Ciència i Afers Mundials, el 1992 fou guardonat amb el Premi Príncep d'Astúries d'Investigació Científica i Tècnica per les seves contribucions a la física de l'estat sòlid.
Ha estat catedràtic de ciència contemporània a la Universitat Jaume I.